# Jan Ruml
Jan Ruml (ur. 5 marca 1953 w Pradze) – czeski polityk, działacz opozycyjny w okresie przed aksamitną rewolucją, w latach 1992–1997 minister spraw wewnętrznych, założyciel i pierwszy przewodniczący Unii Wolności.

## Życiorys
Jego ojcem był dziennikarz i późniejszy opozycjonista Jiří Ruml. W 1972 zdał egzamin maturalny, przez cztery lata ubiegał się o przyjęcie na studia, jego podania odrzucano z uwagi na zaangażowanie polityczne ojca. Jan Ruml w konsekwencji podejmował się różnych prac, był m.in. palaczem, drwalem i pomocnikiem księgarza. Należał do aktywistów opozycyjnych w latach 70. i 80., sygnował Kartę 77, był jednym z jej koordynatorów, zajmował się dystrybucją prasy niezależnej. Należał do Komitetu Obrony Niesprawiedliwie Prześladowanych (VONS), współtworzył w 1987 początkowo drugoobiegowe „Lidové noviny”. Za prowadzoną działalność na początku lat 80. był przez rok więziony.
W 1989 krótko był rzecznikiem Forum Obywatelskiego, w 1990 objął stanowisko wiceministra spraw wewnętrznych. W 1992 uzyskał mandat do jednej z izb Zgromadzenia Federalnego, które zostało zlikwidowane z końcem tegoż roku w związku z ostatecznym rozpadem Czecho-Słowacji. Również w 1992 wstąpił do Obywatelskiej Partii Demokratycznej (ODS) oraz objął stanowisko ministra spraw wewnętrznych w gabinecie Václava Klausa. Zachował je następnie w rządzie Republiki Czeskiej, sprawując ten urząd do 1997. Od 1996 do 1998 był deputowanym do Izby Poselskiej. W 1997 ubiegał się o przywództwo w ODS, opuścił to ugrupowanie, a w 1998 założył Unię Wolności, którą kierował do 1999.
W 1998 został wybrany do Senatu, w którym zasiadał do 2004, od 2000 pełniąc funkcję wiceprzewodniczącego tej izby. W 2004 wycofał się z aktywnej działalności politycznej. Ukończył studia prawnicze, zajął się działalnością konsultingową, później został dyrektorem zarządzającym prywatnego przedsiębiorstwa. W 2010 wstąpił w szeregi Partii Zielonych, w której działał przez kilka lat. W 2018 z listy ugrupowania Burmistrzowie i Niezależni uzyskał mandat radnego dzielnicy Praga 2.